# 巨塘古墓群
巨塘古墓群，位于中国广西壮族自治区恭城县和平公社巨塘大队，为一个省级文物保护单位，类型为古墓群，为第二批广西壮族自治区文物保护单位，公布时间为1981年8月25日。
巨塘古墓群的历史年代为晋～南朝。